# Tricarinella
Tricarinella es un género de foraminífero bentónico de la Subfamilia Glandulininae, de la Familia Glandulinidae, de la Superfamilia Polymorphinoidea, del Suborden Lagenina y del Orden Lagenida. Su especie-tipo es Rhabdogonium excavatum. Su rango cronoestratigráfico abarca el Albiense (Cretácico inferior).

## Discusión
Clasificaciones previas incluían Tricarinella en la Superfamilia Nodosarioidea.

## Clasificación
Tricarinella incluye a la siguiente especie:
- Tricarinella excavatum †